# Rhynchoconger flavus
Espèce
Rhynchoconger flavus est un poisson de la famille des Congridae qui se rencontre en Atlantique Ouest et dans le Golfe du Mexique à une profondeur de -26 à −183 m.

## Description
Rhynchoconger flavus mesure jusqu'à 150 cm de long. Sa coloration varie du brun au brun-jaune (ce qui lui vaut son nom vernaculaire anglais de Yellow conger).